# Evangelická modlitebna (Nový Bydžov)
Evangelická modlitebna v Novém Bydžově je sakrální stavba sloužící bohoslužebným účelům Farního sboru Českobratrské církve evangelické v Novém Bydžově. Vznikla adaptací budovy bývalé synagogy.
Budova synagogy byla vystavěna v roce 1719 na místě starší dřevěné synagogy (poprvé zmiňované roku 1568), která podlehla požáru. Roku 1838 byla klasicistně přestavěna a roku 1902 byla secesně upravena po požáru v předchozím roce. Svému původnímu účelu přestala budova synagogy sloužit roku 1939.
Po druhé světové válce budovu získala Českobratrská církev evangelická, nejprve do pronájmu a posléze do vlastnictví. Upravila ji do podoby modlitebny (např. hlavní sál byl rozdělen na dvě podlaží, byly zakoupeny nové varhany). Modlitebna byla slavnostně otevřena roku 1949. V letech 1985 a 2017 byla renovována fasáda budovy. Roku 1997 byl v suterénu vybudován menší sál pro konání bohoslužeb v zimním období.
Budova bývalé synagogy je jedním z mála dochovaných pozůstatků novobydžovské židovské čtvrti, která byla téměř zničena požárem v červenci 1901.